# Dalou Shan
Dalou Shan (chin. upr.: 大娄山; chin. trad.: 大婁山; pinyin: Dàlóu Shān) – góry w południowych Chinach, na Wyżynie Junnan-Kuejczou, na granicy prowincji Kuejczou i Syczuan. Rozciągają się na długości ok. 300 km, najwyższy szczyt - Jinfo Shan - ma wysokość 2251 m n.p.m. Góry zbudowane są z wapieni, znajdują się tam źródła rzeki Wu Jiang.